# Asmaandag
Asmaandag (Grieks Καθαρά Δευτέρα), ook aangeduid als Witte Maandag of Schone Maandag is de eerste dag van de vastentijd tot Pasen in het oosterse christendom. Het is een dag met een  veranderlijke datum. De vastentijd in het oosters christendom duurt 48 dagen. De dag valt direct na het eind van het orthodoxe carnaval.
De aanduiding voor deze dag, "witte maandag", verwijst naar het doel om zondige gedachten achter zich te laten evenals als het voedsel  dat niet aan de eisen van de vasten voldoet. De dag wordt ook wel "Asmaandag" genoemd, in analogie met Aswoensdag - de dag waarop volgens de rooms-katholieke kerken de vastentijd beginnen. Slechts in een klein deel van de oosters-katholieke kerken is het opleggen van as echter gebruik. De maronitische katholieke kerk, de Chaldeeuws-katholieke kerk en de Syro-Malabar-katholieke kerk gebruiken as op deze dag.

## Datum
Witte Maandag is onderdeel van de paascyclus en hangt daarom af van de paschale computus die kan verschillen tussen denominaties en kerken. De  datum kan ook afhangen van de kalender die door de betreffende kerk wordt gebruikt, zoals de (herziene) Juliaanse kalender die wordt gebruikt door oosters-orthodoxe kerken, de Gregoriaanse kalender die wordt gebruikt door oosterse katholieken en de Ethiopische of Koptische kalenders.

## Liturgische aspecten
Liturgisch gezien begint Witte Maandag — en dus de vastentijd zelf — op de voorgaande (zondag)nacht, tijdens een speciale kerkdienst de Vergevingsvespers, die culmineert in de Ceremonie van Wederzijdse Vergeving, waarbij alle aanwezigen voor elkaar buigen en om  vergiffenis vragen. Zo beginnen de gelovigen de vastentijd met een rein geweten, met vergeving en met hernieuwde christelijke liefde. De hele eerste week van de vastentijd wordt wel "Schone Week" genoemd, en het is gebruikelijk om in deze week te biechten en het huis grondig schoon te maken.

Het thema van Witte Maandag wordt bepaald door de oudtestamentische lezing die op deze dag om het zesde uur moet worden gelezen (Jesaja 1:1), waar staat in vers 16-18 (volgens de Statenvertaling):
16 Wast u, reinigt u, doet de boosheid uwer handelingen van voor Mijn ogen weg, laat af van kwaad te doen.
17 Leert goed te doen, zoekt het recht, helpt den verdrukte, doet den wees recht, handelt de twistzaak der weduwe.
18 Komt dan, en laat ons samen rechten, zegt de HEERE; al waren uw zonden als scharlaken, zij zullen wit worden als sneeuw, al waren zij rood als karmozijn, zij zullen worden als witte wol.

## Tradities

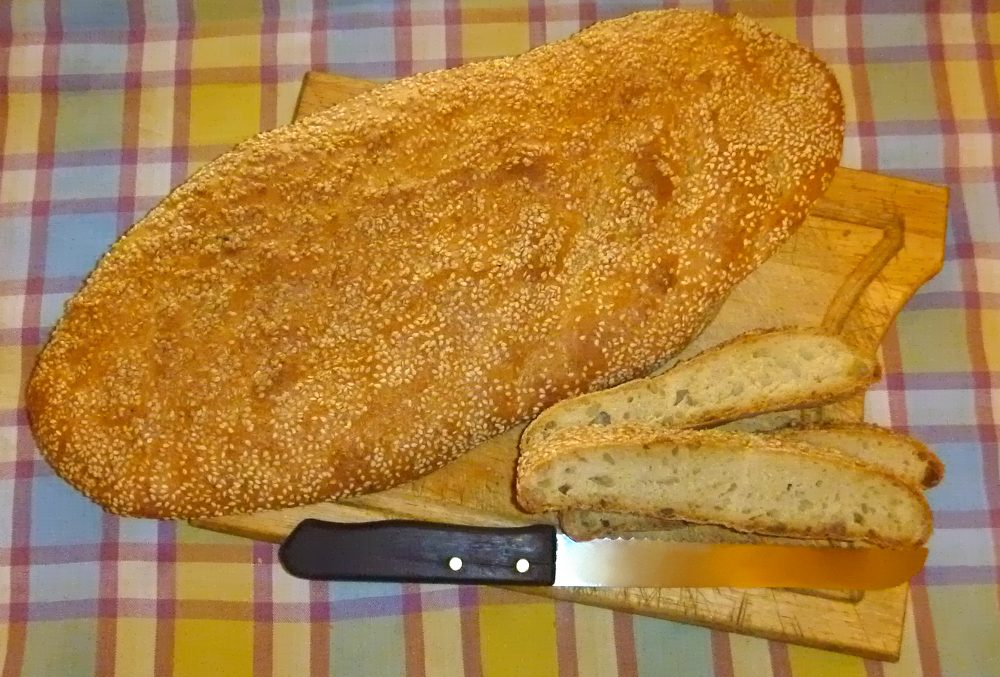
Gerezen lagana met sesamzaad

### Griekenland
Het eten van vlees, eieren en zuivelproducten is traditioneel verboden voor orthodoxe christenen tijdens de vastentijd. Vis wordt alleen gegeten op grote feestdagen, maar schaaldieren zijn wel toegestaan in Europese denominaties. Hierdoor is de traditie ontstaan om uitgebreide gerechten te eten op basis van zeevruchten (schelpdieren, weekdieren, viskuit enz.)

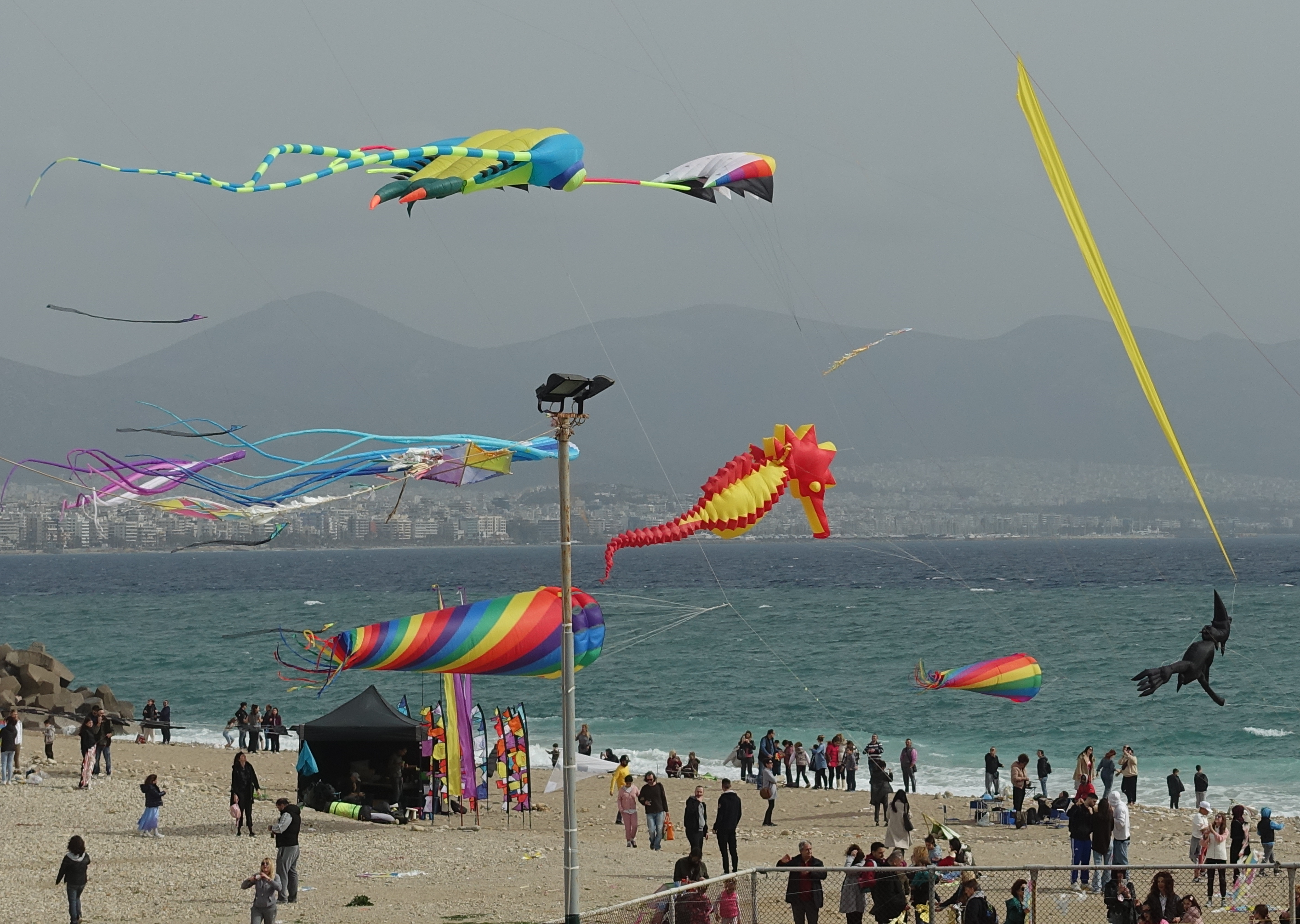
Vliegers op het strand van Piraeus op Witte Maandag, 2023

Witte Maandag is een vrije feestdag in Griekenland en Cyprus, die wordt gevierd met activiteiten in de buitenlucht, de consumptie van schaaldieren en ander voedsel dat in de vastentijd gegeten mag worden, een speciaal soort brood, dat alleen gebakken wordt op die dag, lagana genoemd. Oorspronkelijk was het ongerezen plat brood, maar later liet men het brood toch rijzen. Ook wordt een salade van viskuit gegeten, Taramosalata, een smeersel dat met brood gegeten wordt. Als dessert eet men halva, een zoet gerecht, dat geen eieren en melk bevat. 
Ook is het gebruikelijk om op die dag te gaan vliegeren, omdat vliegeren symbool staat voor een poging om het goddelijke te bereiken. Aan de kust wordt een uitgebreide vismaaltijd gegeten en er wordt gedanst op oude volksmuziek. Op het platteland wordt gepicknickt.